# St. John (Familienname)
St. John, St John, Saint John oder Saint-John ist ein englischer Familienname.

## Namensträger
- Adelbert St. John (1931–2009), austro-kanadischer Eishockeyspieler
- Adrian St. John, Jr. (1921–2007), US-amerikanischer Generalmajor
- Al St. John (1892–1963), US-Schauspieler
- Andrew St. John, 21. Baron St John of Bletso (1918–1978), britischer Peer
- Anthony St. John, 22. Baron St. John of Bletso (* 1957), britischer Peer und Geschäftsmann
- Antoine Saint-John (1940–1990), französischer Schauspieler
- Austin St. John (* 1974), US-amerikanischer Schauspieler
- Barry St. John (1943–2020), britische Sängerin
- Betta St. John (1929–2023), US-amerikanische Schauspielerin, Sängerin und Tänzerin
- Bozoma Saint John (* 1977), US-amerikanische Managerin
- Bridget St John (* 1946), britische Singer-Songwriterin
- Charles St. John (1818–1891), US-amerikanischer Politiker
- Charles Edward St. John (1857–1935), US-amerikanischer Astronom
- Christoff St. John (Christoph St. John; 1966–2019), US-amerikanischer Schauspieler siehe Kristoff St. John
- Daniel B. St. John (1808–1890), US-amerikanischer Politiker
- Earl St. John (1892–1968), US-amerikanischer Filmproduzent
- Eric St. John, US-amerikanischer Schauspieler, Filmschaffender und Filmkomponist sowie ein Model
- Frederick St. John, 2. Viscount Bolingbroke (1732–1787), britischer Peer und Politiker
- Daisey St. John (1875–?), englische Badmintonspielerin
- Frederick Robert St John (1831–1923), britischer Diplomat
- Harold St. John (1892–1991), US-amerikanischer Botaniker
- Harold Bernard St. John (1931–2004), barbadischer Politiker, Premierminister von Barbados
- Henry St. John (1783–1869), US-amerikanischer Politiker
- Henry St. John, 1. Viscount Bolingbroke (1678–1751), englischer Politiker und Philosoph
- Howard St. John (1905–1974), US-amerikanischer Schauspieler
- Ian St. John (1938–2021), schottischer Fußballspieler und -trainer
- Jess St. John (* 1995), antiguanische Kugelstoßerin
- Jill St. John (* 1940), US-amerikanische Schauspielerin
- Jonathan-Luca St.John (* 2006), deutscher Basketballspieler
- John de St John († 1302), englischer Adliger, Militär und Diplomat
- John St. John (John Pierce St. John; 1833–1916), US-amerikanischer Politiker
- Kristoff St. John (1966–2019), US-amerikanischer Schauspieler
- Marco St. John (* 1939), US-amerikanischer Schauspieler
- Mark St. John (1956–2007), US-amerikanischer Gitarrist
- Norman St John-Stevas, Baron St John of Fawsley (1929–2012), britischer Politiker (Conservative Party)
- Oliver St. John (1598–1673), englischer Politiker und Richter
- Patricia St. John (1919–1993), britische Missionarin in Marokko und Autorin christlicher Kinder- und Jugendliteratur
- Pete St. John (1932–2022), irischer Folk-Musiker und Songwriter
- Robert de St John († 1267), englischer Adliger
- Roger de St John († 1265), englischer Adliger und Rebell
- Spenser St. John (1825–1910), britischer Diplomat und Naturforscher
- Theodore St. John (Theodore S. Cox; 1906–1956), US-amerikanischer Drehbuchautor
- Tina St. John (* 1966), US-amerikanische Fantasy-Schriftstellerin
- Trevor St. John (* 1971), US-amerikanischer Schauspieler
- Wyndham St. John (1959–2023), kanadische Reiterin